# Tetraphalerus okhotensis
Tetraphalerus okhotensis is een keversoort uit de familie Ommatidae. De wetenschappelijke naam van de soort is voor het eerst geldig gepubliceerd in 1993 door Ponomarenko in Cromov, Dmitriev, Zherichin, Lebedev, Ponomarenko, Rasnitsyn & Sukatsheva.